# Šotokai
Šotokai je originalna škola Šotokan karatea, koju je 1930. godine osnovao majstor Gichin Funakoshi kako bi podučavao i širio umjetnost karatea. Organizacija još uvijek postoji i promiče stil karatea koji se pridržava Funakoshijevog učenja, posebno shvaćanje da je natjecanje suprotno suštini karatea. Danas naziv također označava metodu formalne prakse.

## Vanjske poveznice
- Shotokai organizacija